# Jaborandi (Bahia)
Jaborandi – miasto i gmina w Brazylii, w stanie Bahia. Znajduje się w mezoregionie Extremo Oeste Baiano i mikroregionie Santa Maria da Vitória.